# Surfing na Letnich Igrzyskach Olimpijskich 2024 – kobiety
Turniej kobiet w surfingu podczas XXXIII Letnich Igrzysk Olimpijskich w Paryżu odbył się w dniach 27 lipca - 5 sierpnia 2024. Do rywalizacji przystąpiło 24 sportowców z 16 krajów. Zawody odbyły się przy wsi Teahupoʻo, na Polinezji Francuskiej. Mistrzynią olimpijską została Amerykanka Caroline Marks, wicemistrzynią Brazylijka Tatiana Weston-Webb, a brąz zdobyła Francuzka Johanne Defay.
Był to II olimpijski turniej kobiet w surfingu.

## Terminarz
Z powodu niebezpiecznych warunków pogodowych i zbyt silnych fal część zawodów została przełożona. Terminarz przewidywał okres rezerwowy trwający do 5 sierpnia.
Godziny zostały podane w czasie UTC-10:00, obowiązującym w miejscu rozgrywania zawodów i w czasie CEST, obowiązującym w Paryżu
| Runda         | Data          | Godzina rozpoczęcia | Godzina rozpoczęcia |
| Runda         | Data          | UTC-10:00           | UTC+02:00           |
| ------------- | ------------- | ------------------- | ------------------- |
| runda 1       | 27 lipca 2024 | 11:48               | 23:48               |
| runda 2       | 28 lipca 2024 | 7:00                | 19:00               |
| runda 3       | 29 lipca 2024 | 11:48               | 23:48               |
| ćwierćfinały  | 30 lipca 2024 | 9:24                | 21:24               |
| półfinały     | 30 lipca 2024 | 13:00               | 1:00                |
| o III miejsce | 30 lipca 2024 | 14:53               | 2:53                |
| finał         | 30 lipca 2024 | 16:15               | 4:15                |

| Runda         | Data            | Godzina rozpoczęcia | Godzina rozpoczęcia |
| Runda         | Data            | UTC-10:00           | UTC+02:00           |
| ------------- | --------------- | ------------------- | ------------------- |
| runda 1       | —               | —                   | —                   |
| runda 2       | —               | —                   | —                   |
| runda 3       | 1 sierpnia 2024 | 7:00                | 19:00               |
| ćwierćfinały  | 1 sierpnia 2024 | 14:12               | 2:12                |
| półfinały     | 5 sierpnia 2024 | 8:12                | 12:12               |
| o III miejsce | 5 sierpnia 2024 | 10:36               | 22:36               |
| finał         | 5 sierpnia 2024 | 11:12               | 23:12               |

## System rozgrywek
W rundzie 1 zawodnicy rywalizowali w 3-osobowych grupach. Zwycięzca awansował bezpośrednio do rundy 3., natomiast zawodnicy z 2. i 3. miejsca do rundy 2. Wszystkie kolejne rundy rozgrywane były w parach, w systemie pucharowym – zwycięzca awansował do kolejnego etapu, natomiast przegrany odpadał z turnieju.
Wynikiem przejazdu była suma dwóch najwyższych ocen zdobytych w czasie jego trwania.

## Rozstawienie
Surferki zostały rozstawione na podstawie ich wyniku osiągniętego podczas  Mistrzostw Świata w Surfingu 2024.
1. Tatiana Weston-Webb
2. Johanne Defay
3. Nadia Erostarbe
4. Sol Aguirre
5. Anat Lelior
6. Tainá Hincke
7. Carissa Moore
8. Yolanda Hopkins
9. Caroline Marks
10. Teresa Bonvalot
11. Camilla Kemp
12. Sanoa Dempfle-Olin
13. Janire Gonzalez-Etxabarri
14. Siqi Yang
15. Brisa Hennessy
16. Molly Picklum
17. Sarah Baum
18. Shino Matsuda
19. Luana Silva
20. Tyler Wright
21. Vahine Fierro
22. Saffi Vette
23. Candelaria Resano
24. Caitlin Simmers

## Rozgrywki

### Runda 1

#### Przejazd 1
| Miejsce | Surfer              | Państwo           | Fale | Fale | Fale | Fale | Fale | Wynik | Uwagi |
| Miejsce | Surfer              | Państwo           | 1    | 2    | 3    | 4    | 5    | Wynik | Uwagi |
| ------- | ------------------- | ----------------- | ---- | ---- | ---- | ---- | ---- | ----- | ----- |
| 1       | Caroline Marks [9]  | Stany Zjednoczone | 2.00 | 8.50 | 1.50 | 2.37 | 9.43 | 17.93 | R3    |
| 2       | Sarah Baum [17]     | Południowa Afryka | 1.00 | 5.67 | 2.80 | 2.73 | 0.27 | 8.47  | R2    |
| 3       | Yolanda Hopkins [8] | Portugalia        | 2.50 | 4.50 | 0.60 | 0.60 | 0.20 | 7.00  | R2    |

#### Przejazd 2
| Miejsce | Surfer                         | Państwo   | Fale | Fale | Fale | Fale | Fale | Fale | Fale | Fale | Wynik | Uwagi |
| Miejsce | Surfer                         | Państwo   | 1    | 2    | 3    | 4    | 5    | 6    | 7    | 8    | Wynik | Uwagi |
| ------- | ------------------------------ | --------- | ---- | ---- | ---- | ---- | ---- | ---- | ---- | ---- | ----- | ----- |
| 1       | Vahiné Fierro [21]             | Francja   | 1.33 | 6.17 | 2.43 | 5.00 |      |      |      |      | 11.17 | R3    |
| 2       | Sol Aguirre [4]                | Peru      | 0.43 | 0.20 | 1.10 | 0.70 | 1.90 | 0.63 | 2.40 | 1.10 | 4.30  | R2    |
| 3       | Janire Gonzalez-Etxabarri [13] | Hiszpania | 0.70 | 0.97 | 1.30 | 1.13 |      |      |      |      | 2.43  | R2    |

#### Przejazd 3
| Miejsce | Surfer                  | Państwo   | Fale | Fale | Fale | Fale | Fale | Fale | Fale | Wynik | Uwagi |
| Miejsce | Surfer                  | Państwo   | 1    | 2    | 3    | 4    | 5    | 6    | 7    | Wynik | Uwagi |
| ------- | ----------------------- | --------- | ---- | ---- | ---- | ---- | ---- | ---- | ---- | ----- | ----- |
| 1       | Tyler Wright [20]       | Australia | 1.17 | 4.17 | 3.50 | 2.33 | 1.27 | 3.20 | 2.07 | 7.67  | R3    |
| 2       | Anat Lelior [5]         | Izrael    | 0.50 | 0.43 | 3.23 | 2.20 |      |      |      | 5.43  | R2    |
| 3       | Sanoa Dempfle-Olin [12] | Kanada    | 2.83 | 2.00 | 1.67 | 0.50 |      |      |      | 4.83  | R2    |

#### Przejazd 4
| Miejsce | Surfer                  | Państwo           | Fale | Fale | Fale | Fale | Fale | Fale | Wynik | Uwagi |
| Miejsce | Surfer                  | Państwo           | 1    | 2    | 3    | 4    | 5    | 6    | Wynik | Uwagi |
| ------- | ----------------------- | ----------------- | ---- | ---- | ---- | ---- | ---- | ---- | ----- | ----- |
| 1       | Caitlin Simmers [24]    | Stany Zjednoczone | 1.83 | 6.50 | 0.50 | 6.43 | 1.40 | 3.83 | 12.93 | R3    |
| 2       | Tatiana Weston-Webb [1] | Brazylia          | 5.83 | 1.93 | 0.23 | 4.50 |      |      | 10.33 | R2    |
| 3       | Molly Picklum [16]      | Australia         | 1.57 | 0.93 | 2.67 | 5.77 |      |      | 8.44  | R2    |

#### Przejazd 5
| Miejsce | Surfer                 | Państwo   | Fale | Fale | Fale | Fale | Fale | Wynik | Uwagi |
| Miejsce | Surfer                 | Państwo   | 1    | 2    | 3    | 4    | 5    | Wynik | Uwagi |
| ------- | ---------------------- | --------- | ---- | ---- | ---- | ---- | ---- | ----- | ----- |
| 1       | Brisa Hennessy [15]    | Kostaryka | 8.33 | 3.33 | 6.50 | 7.23 |      | 15.56 | R3    |
| 2       | Johanne Defay [2]      | Francja   | 0.33 | 2.33 | 2.33 | 5.00 | 4.50 | 9.50  | R2    |
| 3       | Candelaria Resano [23] | Nikaragua | 0.83 | 1.33 | 3.43 | 6.00 | 0.50 | 9.43  | R2    |

#### Przejazd 6
| Miejsce | Surfer            | Państwo  | Fale | Fale | Fale | Fale | Fale | Wynik | Uwagi |
| Miejsce | Surfer            | Państwo  | 1    | 2    | 3    | 4    | 5    | Wynik | Uwagi |
| ------- | ----------------- | -------- | ---- | ---- | ---- | ---- | ---- | ----- | ----- |
| 1       | Luana Silva [19]  | Brazylia | 1.00 | 2.77 | 4.50 |      |      | 7.27  | R3    |
| 2       | Tainá Hinckel [6] | Brazylia | 0.57 | 2.50 | 1.70 | 2.83 | 2.90 | 5.73  | R2    |
| 3       | Camilla Kemp [11] | Niemcy   | 2.00 | 0.53 | 0.80 | 0.20 |      | 2.80  | R2    |

#### Przejazd 7
| Miejsce | Surfer              | Państwo       | Fale | Fale | Fale | Fale | Fale | Wynik | Uwagi |
| Miejsce | Surfer              | Państwo       | 1    | 2    | 3    | 4    | 5    | Wynik | Uwagi |
| ------- | ------------------- | ------------- | ---- | ---- | ---- | ---- | ---- | ----- | ----- |
| 1       | Nadia Erostarbe [3] | Hiszpania     | 8.33 | 3.83 | 3.57 | 5.50 | 1.63 | 13.83 | R3    |
| 2       | Saffi Vette [22]    | Nowa Zelandia | 2.33 | 4.73 | 2.77 |      |      | 7.50  | R2    |
| 3       | Yang Siqi [14]      | Chiny         | 2.50 | 1.00 | 0.80 | 2.90 | 0.33 | 5.40  | R2    |

#### Przejazd 8
| Miejsce | Surfer               | Państwo           | Fale | Fale | Fale | Fale | Fale | Fale | Wynik | Uwagi |
| Miejsce | Surfer               | Państwo           | 1    | 2    | 3    | 4    | 5    | 6    | Wynik | Uwagi |
| ------- | -------------------- | ----------------- | ---- | ---- | ---- | ---- | ---- | ---- | ----- | ----- |
| 1       | Carissa Moore [7]    | Stany Zjednoczone | 3.83 | 6.17 | 9.00 | 7.50 |      |      | 16.50 | R3    |
| 2       | Shino Matsuda [18]   | Japonia           | 0.63 | 8.33 | 2.33 | 1.07 | 2.83 |      | 11.16 | R2    |
| 3       | Teresa Bonvalot [10] | Portugalia        | 5.17 | 0.27 | 5.17 | 0.87 | 3.60 | 1.47 | 10.34 | R2    |

### Runda 2

#### Przejazd 1
| Miejsce | Surfer          | Państwo | Fale | Fale | Fale | Fale | Fale | Wynik | Uwagi |
| Miejsce | Surfer          | Państwo | 1    | 2    | 3    | 4    | 5    | Wynik | Uwagi |
| ------- | --------------- | ------- | ---- | ---- | ---- | ---- | ---- | ----- | ----- |
| 1       | Siqi Yang [14]  | Chiny   | 3.00 | 4.50 | 0.70 | 2.90 | 4.17 | 8.67  | R3    |
| 2       | Sol Aguirre [4] | Peru    | 2.00 | 2.50 | 0.73 | 1.33 |      | 4.50  |       |

#### Przejazd 2
| Miejsce | Surfer            | Państwo           | Fale | Fale | Fale | Fale | Fale | Fale | Fale | Fale | Fale | Wynik | Uwagi |
| Miejsce | Surfer            | Państwo           | 1    | 2    | 3    | 4    | 5    | 6    | 7    | 8    | 9    | Wynik | Uwagi |
| ------- | ----------------- | ----------------- | ---- | ---- | ---- | ---- | ---- | ---- | ---- | ---- | ---- | ----- | ----- |
| 1       | Sarah Baum [17]   | Południowa Afryka | 0.53 | 1.00 | 0.23 | 2.47 | 4.83 | 5.67 | 0.77 | 0.13 | 1.73 | 10.50 | R3    |
| 2       | Camilla Kemp [11] | Niemcy            | 0.37 | 2.17 | 0.70 | 1.60 | 2.77 | 0.30 |      |      |      | 4.94  |       |

#### Przejazd 3
| Miejsce | Surfer               | Państwo    | Fale | Fale | Fale | Fale | Fale | Wynik | Uwagi |
| Miejsce | Surfer               | Państwo    | 1    | 2    | 3    | 4    | 5    | Wynik | Uwagi |
| ------- | -------------------- | ---------- | ---- | ---- | ---- | ---- | ---- | ----- | ----- |
| 1       | Shino Matsuda [18]   | Japonia    | 1.60 | 2.10 | 0.57 | 7.67 |      | 9.77  | R3    |
| 2       | Teresa Bonvalot [10] | Portugalia | 1.50 | 3.67 | 0.63 | 3.17 | 1.20 | 6.84  |       |

#### Przejazd 4
| Miejsce | Surfer             | Państwo   | Fale | Fale | Fale | Fale | Fale | Fale | Wynik | Uwagi |
| Miejsce | Surfer             | Państwo   | 1    | 2    | 3    | 4    | 5    | 6    | Wynik | Uwagi |
| ------- | ------------------ | --------- | ---- | ---- | ---- | ---- | ---- | ---- | ----- | ----- |
| 1       | Johanne Defay [2]  | Francja   | 2.83 | 4.00 | 7.83 | 1.00 | 3.93 | 1.00 | 11.83 | R3    |
| 2       | Molly Picklum [16] | Australia | 1.00 | 5.83 | 0.67 | 1.60 |      |      | 7.43  |       |

#### Przejazd 5
| Miejsce | Surfer                  | Państwo   | Fale | Fale | Fale | Fale | Wynik | Uwagi |
| Miejsce | Surfer                  | Państwo   | 1    | 2    | 3    | 4    | Wynik | Uwagi |
| ------- | ----------------------- | --------- | ---- | ---- | ---- | ---- | ----- | ----- |
| 1       | Tatiana Weston-Webb [1] | Brazylia  | 5.50 | 2.83 | 4.00 | 1.33 | 9.50  | R3    |
| 2       | Candelaria Resano [23]  | Nikaragua | 0.87 | 1.43 | 1.87 | 0.93 | 3.30  |       |

#### Przejazd 6
| Miejsce | Surfer              | Państwo       | Fale | Fale | Fale | Fale | Fale | Wynik | Uwagi |
| Miejsce | Surfer              | Państwo       | 1    | 2    | 3    | 4    | 5    | Wynik | Uwagi |
| ------- | ------------------- | ------------- | ---- | ---- | ---- | ---- | ---- | ----- | ----- |
| 1       | Yolanda Hopkins [8] | Portugalia    | 0.17 | 0.77 | 3.67 | 1.00 | 0.33 | 4.67  | R3    |
| 2       | Saffi Vette [22]    | Nowa Zelandia | 0.27 | 0.43 | 0.60 | 0.67 |      | 1.27  |       |

#### Przejazd 7
| Miejsce | Surfer                  | Państwo  | Fale | Fale | Fale | Fale | Fale | Wynik | Uwagi |
| Miejsce | Surfer                  | Państwo  | 1    | 2    | 3    | 4    | 5    | Wynik | Uwagi |
| ------- | ----------------------- | -------- | ---- | ---- | ---- | ---- | ---- | ----- | ----- |
| 1       | Tainá Hinckel [6]       | Brazylia | 3.23 | 3.30 | 3.80 |      |      | 7.10  | R3    |
| 2       | Sanoa Dempfle-Olin [12] | Kanada   | 3.50 | 2.50 | 2.10 | 2.80 | 0.43 | 6.30  |       |

#### Przejazd 8
| Miejsce | Surfer                         | Państwo   | Fale | Fale | Fale | Fale | Fale | Wynik | Uwagi |
| Miejsce | Surfer                         | Państwo   | 1    | 2    | 3    | 4    | 5    | Wynik | Uwagi |
| ------- | ------------------------------ | --------- | ---- | ---- | ---- | ---- | ---- | ----- | ----- |
| 1       | Anat Lelior [5]                | Izrael    | 6.50 | 0.93 | 3.17 | 3.33 | 4.50 | 11.00 | R3    |
| 2       | Janire Gonzalez-Etxabarri [13] | Hiszpania | 0.20 | 2.50 | 0.30 |      |      | 2.80  |       |

### Runda 3

#### Przejazd 1
| Miejsce | Surfer             | Państwo           | Fale | Fale | Fale | Fale | Wynik | Uwagi |
| Miejsce | Surfer             | Państwo           | 1    | 2    | 3    | 4    | Wynik | Uwagi |
| ------- | ------------------ | ----------------- | ---- | ---- | ---- | ---- | ----- | ----- |
| 1       | Caroline Marks [9] | Stany Zjednoczone | 2.00 | 2.60 | 4.33 | 0.37 | 6.93  | Q     |
| 2       | Siqi Yang [14]     | Chiny             | 0.50 | 1.00 | 0.20 | 0.63 | 1.63  |       |

#### Przejazd 2
| Miejsce | Surfer            | Państwo   | Fale | Fale | Fale | Fale | Fale | Fale | Fale | Fale | Fale | Wynik | Uwagi |
| Miejsce | Surfer            | Państwo   | 1    | 2    | 3    | 4    | 5    | 6    | 7    | 8    | 9    | Wynik | Uwagi |
| ------- | ----------------- | --------- | ---- | ---- | ---- | ---- | ---- | ---- | ---- | ---- | ---- | ----- | ----- |
| 1       | Tyler Wright [20] | Australia | 5.83 | 2.67 | 0.70 | 2.60 | 2.43 | 2.50 | 0.33 | 1.23 | 5.27 | 11.10 | Q     |
| 2       | Anat Lelior [5]   | Izrael    | 0.50 | 4.67 | 1.07 | 3.07 | 0.80 | 0.97 | 1.93 | 0.43 |      | 7.74  |       |

#### Przejazd 3
| Miejsce | Surfer             | Państwo | Fale | Fale | Fale | Fale | Fale | Fale | Fale | Wynik | Uwagi |
| Miejsce | Surfer             | Państwo | 1    | 2    | 3    | 4    | 5    | 6    | 7    | Wynik | Uwagi |
| ------- | ------------------ | ------- | ---- | ---- | ---- | ---- | ---- | ---- | ---- | ----- | ----- |
| 1       | Johanne Defay [2]  | Francja | 3.00 | 0.57 | 3.33 | 2.20 | 5.00 | 4.00 | 3.07 | 9.00  | Q     |
| 2       | Vahine Fierro [21] | Francja | 3.77 | 1.77 | 3.77 | 2.23 | 1.93 | 1.43 |      | 7.54  |       |

#### Przejazd 4
| Miejsce | Surfer            | Państwo           | Fale | Fale | Fale | Fale | Fale | Fale | Wynik | Uwagi |
| Miejsce | Surfer            | Państwo           | 1    | 2    | 3    | 4    | 5    | 6    | Wynik | Uwagi |
| ------- | ----------------- | ----------------- | ---- | ---- | ---- | ---- | ---- | ---- | ----- | ----- |
| 1       | Carissa Moore [7] | Stany Zjednoczone | 2.50 | 3.83 | 0.50 | 0.77 | 2.30 | 4.33 | 8.16  | Q     |
| 2       | Sarah Baum [17]   | Południowa Afryka | 1.87 | 0.50 | 2.00 | 0.77 |      |      | 3.87  |       |

#### Przejazd 5
| Miejsce | Surfer              | Państwo   | Fale | Fale | Fale | Fale | Fale | Wynik | Uwagi |
| Miejsce | Surfer              | Państwo   | 1    | 2    | 3    | 4    | 5    | Wynik | Uwagi |
| ------- | ------------------- | --------- | ---- | ---- | ---- | ---- | ---- | ----- | ----- |
| 1       | Nadia Erostarbe [3] | Hiszpania | 3.50 | 0.50 | 4.77 | 0.77 | 3.57 | 8.34  | Q     |
| 2       | Shino Matsuda [18]  | Japonia   | 2.67 | 3.17 |      |      |      | 5.84  |       |

#### Przejazd 6
| Miejsce | Surfer                  | Państwo           | Fale | Fale | Fale | Fale | Fale | Wynik | Uwagi |
| Miejsce | Surfer                  | Państwo           | 1    | 2    | 3    | 4    | 5    | Wynik | Uwagi |
| ------- | ----------------------- | ----------------- | ---- | ---- | ---- | ---- | ---- | ----- | ----- |
| 1       | Tatiana Weston-Webb [1] | Brazylia          | 0.30 | 6.17 | 6.17 | 3.33 | 0.20 | 12.34 | Q     |
| 2       | Caitlin Simmers [24]    | Stany Zjednoczone | 0.27 | 1.50 | 0.43 |      |      | 1.93  |       |

#### Przejazd 7
| Miejsce | Surfer            | Państwo  | Fale | Fale | Fale | Fale | Fale | Wynik | Uwagi |
| Miejsce | Surfer            | Państwo  | 1    | 2    | 3    | 4    | 5    | Wynik | Uwagi |
| ------- | ----------------- | -------- | ---- | ---- | ---- | ---- | ---- | ----- | ----- |
| 1       | Luana Silva [19]  | Brazylia | 2.50 | 2.17 | 3.50 | 3.27 |      | 6.77  | Q     |
| 2       | Tainá Hinckel [6] | Brazylia | 0.80 | 1.77 | 2.93 | 3.00 | 0.17 | 5.93  |       |

#### Przejazd 8
| Miejsce | Surfer              | Państwo    | Fale | Fale | Fale | Fale | Fale | Fale | Fale | Fale | Wynik | Uwagi |
| Miejsce | Surfer              | Państwo    | 1    | 2    | 3    | 4    | 5    | 6    | 7    | 8    | Wynik | Uwagi |
| ------- | ------------------- | ---------- | ---- | ---- | ---- | ---- | ---- | ---- | ---- | ---- | ----- | ----- |
| 1       | Brisa Hennessy [15] | Kostaryka  | 0.83 | 4.17 | 7.67 | 0.50 | 2.17 | 0.50 | 2.57 | 4.67 | 12.34 | Q     |
| 2       | Yolanda Hopkins [8] | Portugalia | 6.33 | 3.57 | 1.33 | 1.83 | 1.60 |      |      |      | 9.90  |       |

### Ćwierćfinały

#### Przejazd 1
| Miejsce | Surfer             | Państwo           | Fale | Fale | Fale | Fale | Fale | Fale | Wynik | Uwagi |
| Miejsce | Surfer             | Państwo           | 1    | 2    | 3    | 4    | 5    | 6    | Wynik | Uwagi |
| ------- | ------------------ | ----------------- | ---- | ---- | ---- | ---- | ---- | ---- | ----- | ----- |
| 1       | Caroline Marks [9] | Stany Zjednoczone | 4.00 | 2.33 | 2.17 | 0.20 | 3.77 | 0.50 | 7.77  | Q     |
| 2       | Tyler Wright [20]  | Australia         | 1.00 | 3.50 | 1.87 | 0.87 |      |      | 5.37  |       |

#### Przejazd 2
| Miejsce | Surfer            | Państwo           | Fale | Fale | Fale | Fale | Fale | Fale | Wynik | Uwagi |
| Miejsce | Surfer            | Państwo           | 1    | 2    | 3    | 4    | 5    | 6    | Wynik | Uwagi |
| ------- | ----------------- | ----------------- | ---- | ---- | ---- | ---- | ---- | ---- | ----- | ----- |
| 1       | Johanne Defay [2] | Francja           | 5.67 | 1.90 | 4.67 | 0.60 | 2.17 | 4.50 | 10.34 | Q     |
| 2       | Carissa Moore [7] | Stany Zjednoczone | 0.50 | 3.00 | 3.50 | 1.00 | 1.97 |      | 6.50  |       |

#### Przejazd 3
| Miejsce | Surfer                  | Państwo   | Fale | Fale | Fale | Fale | Fale | Fale | Fale | Wynik | Uwagi |
| Miejsce | Surfer                  | Państwo   | 1    | 2    | 3    | 4    | 5    | 6    | 7    | Wynik | Uwagi |
| ------- | ----------------------- | --------- | ---- | ---- | ---- | ---- | ---- | ---- | ---- | ----- | ----- |
| 1       | Nadia Erostarbe [3]     | Hiszpania | 0.20 | 0.37 | 0.50 | 2.77 | 3.57 | 0.83 |      | 6.34  |       |
| 2       | Tatiana Weston-Webb [1] | Brazylia  | 3.33 | 2.67 | 0.50 | 3.03 | 1.23 | 3.60 | 4.50 | 8.10  | Q     |

#### Przejazd 4
| Miejsce | Surfer              | Państwo   | Fale | Fale | Fale | Fale | Fale | Fale | Wynik | Uwagi |
| Miejsce | Surfer              | Państwo   | 1    | 2    | 3    | 4    | 5    | 6    | Wynik | Uwagi |
| ------- | ------------------- | --------- | ---- | ---- | ---- | ---- | ---- | ---- | ----- | ----- |
| 1       | Luana Silva [19]    | Brazylia  | 0.30 | 0.27 | 0.57 | 2.23 | 2.57 | 2.90 | 5.47  |       |
| 2       | Brisa Hennessy [15] | Kostaryka | 2.33 | 0.47 | 3.17 | 3.20 | 0.37 |      | 6.37  | Q     |

### Półfinały

#### Przejazd 1
Ponieważ wynik końcowy był remisowy, w przejeździe zwyciężyła Caroline Marks, która uzyskała najwięcej punktów na pojedynczej fali
| Miejsce | Surfer             | Państwo           | Fale | Fale | Fale | Fale | Fale | Fale | Wynik | Uwagi |
| Miejsce | Surfer             | Państwo           | 1    | 2    | 3    | 4    | 5    | 6    | Wynik | Uwagi |
| ------- | ------------------ | ----------------- | ---- | ---- | ---- | ---- | ---- | ---- | ----- | ----- |
| 1       | Caroline Marks [9] | Stany Zjednoczone | 5.17 | 5.00 | 7.00 | 0.47 |      |      | 12.17 | Q     |
| 2       | Johanne Defay [2]  | Francja           | 5.67 | 4.00 | 3.00 | 0.47 | 6.50 | 3.30 | 12.17 |       |

#### Przejazd 2
| Miejsce | Surfer                  | Państwo   | Fale | Fale  | Fale     | Fale | Fale | Fale | Wynik | Uwagi |
| Miejsce | Surfer                  | Państwo   | 1    | 2     | 3        | 4    | 5    | 6    | Wynik | Uwagi |
| ------- | ----------------------- | --------- | ---- | ----- | -------- | ---- | ---- | ---- | ----- | ----- |
| 1       | Tatiana Weston-Webb [1] | Brazylia  | 2.67 | 0.57  | 5.33     | 4.00 | 5.30 | 8.33 | 13.66 | Q     |
| 2       | Brisa Hennessy [15]     | Kostaryka | 1.93 | 0.00* | 4.83 PEN | 6.17 | 0.33 |      | 6.17  |       |

### o III miejsce
| Miejsce | Surfer              | Państwo   | Fale | Fale | Fale | Fale | Fale | Fale | Fale | Fale | Fale | Wynik | Uwagi |
| Miejsce | Surfer              | Państwo   | 1    | 2    | 3    | 4    | 5    | 6    | 7    | 8    | 9    | Wynik | Uwagi |
| ------- | ------------------- | --------- | ---- | ---- | ---- | ---- | ---- | ---- | ---- | ---- | ---- | ----- | ----- |
| 1       | Johanne Defay [2]   | Francja   | 0.20 | 5.83 | 5.27 | 5.57 | 0.53 | 6.83 | 0.50 | 0.70 | 4.17 | 12.66 | brąz  |
| 2       | Brisa Hennessy [15] | Kostaryka | 3.00 | 1.50 | 1.93 |      |      |      |      |      |      | 4.93  |       |

### Finał
| Miejsce | Surfer                  | Państwo           | Fale | Fale | Fale | Fale | Fale | Wynik | Uwagi  |
| Miejsce | Surfer                  | Państwo           | 1    | 2    | 3    | 4    | 5    | Wynik | Uwagi  |
| ------- | ----------------------- | ----------------- | ---- | ---- | ---- | ---- | ---- | ----- | ------ |
| 1       | Caroline Marks [9]      | Stany Zjednoczone | 0.50 | 7.50 | 1.43 | 3.00 | 2.00 | 10.50 | złoto  |
| 2       | Tatiana Weston-Webb [1] | Brazylia          | 0.33 | 0.43 | 5.83 | 1.80 | 4.50 | 10.33 | srebro |

## Schemat fazy pucharowej
|  |         |                     |         |                     |       |              |                     |               |                |               |           |           |           |  |  |       |       |       |
|  | runda 3 | runda 3             | runda 3 |                     |       | ćwierćfinały | ćwierćfinały        | ćwierćfinały  |                |               | półfinały | półfinały | półfinały |  |  | finał | finał | finał |
|  | runda 3 | runda 3             | runda 3 |                     |       | ćwierćfinały | ćwierćfinały        | ćwierćfinały  |                |               | półfinały | półfinały | półfinały |  |  | finał | finał | finał |
|  |         |                     |         |                     |       |              |                     |               |                |               |           |           |           |  |  |       |       |       |
|  |         |                     |         |                     |       |              |                     |               |                |               |           |           |           |  |  |       |       |       |
|  | 9       | Caroline Marks      | 6.93    |                     |       |              |                     |               |                |               |           |           |           |  |  |       |       |       |
|  | 9       | Caroline Marks      | 6.93    |                     |       |              |                     |               |                |               |           |           |           |  |  |       |       |       |
|  | 14      | Siqi Yang           | 1.63    |                     |       |              |                     |               |                |               |           |           |           |  |  |       |       |       |
|  | 14      | Siqi Yang           | 1.63    |                     |       | 9            | Caroline Marks      | 7.77          |                |               |           |           |           |  |  |       |       |       |
|  |         |                     |         |                     |       | 9            | Caroline Marks      | 7.77          |                |               |           |           |           |  |  |       |       |       |
|  |         |                     | 20      | Tyler Wright        | 5.37  |              |                     |               |                |               |           |           |           |  |  |       |       |       |
|  | 20      | Tyler Wright        | 20      | Tyler Wright        | 5.37  | 11.10        |                     |               |                |               |           |           |           |  |  |       |       |       |
|  | 20      | Tyler Wright        |         |                     |       |              |                     |               |                |               |           |           |           |  |  |       |       |       |
|  | 5       | Anat Lelior         | 7.74    |                     |       |              |                     |               |                |               |           |           |           |  |  |       |       |       |
|  | 5       | Anat Lelior         | 7.74    |                     |       | 9            | Caroline Marks      | 12.17         |                |               |           |           |           |  |  |       |       |       |
|  |         |                     |         |                     |       |              |                     |               |                |               |           |           |           |  |  |       |       |       |
|  |         |                     | 2       | Johanne Defay       | 12.17 |              |                     |               |                |               |           |           |           |  |  |       |       |       |
|  | 21      | Vahine Fierro       | 2       | Johanne Defay       | 12.17 | 7.54         |                     |               |                |               |           |           |           |  |  |       |       |       |
|  | 21      | Vahine Fierro       |         |                     |       |              |                     |               |                |               |           |           |           |  |  |       |       |       |
|  | 2       | Johanne Defay       | 9.00    |                     |       |              |                     |               |                |               |           |           |           |  |  |       |       |       |
|  | 2       | Johanne Defay       | 9.00    |                     |       | 2            | Johanne Defay       | 10.34         |                |               |           |           |           |  |  |       |       |       |
|  |         |                     |         |                     |       | 2            | Johanne Defay       | 10.34         |                |               |           |           |           |  |  |       |       |       |
|  |         |                     | 7       | Carissa Moore       | 6.50  |              |                     |               |                |               |           |           |           |  |  |       |       |       |
|  | 7       | Carissa Moore       | 7       | Carissa Moore       | 6.50  | 8.16         |                     |               |                |               |           |           |           |  |  |       |       |       |
|  | 7       | Carissa Moore       |         |                     |       |              |                     |               |                |               |           |           |           |  |  |       |       |       |
|  | 17      | Sarah Baum          | 3.87    |                     |       |              |                     |               |                |               |           |           |           |  |  |       |       |       |
|  | 17      | Sarah Baum          | 3.87    |                     |       | 9            | Caroline Marks      | 10.50         |                |               |           |           |           |  |  |       |       |       |
|  |         |                     |         |                     |       |              |                     |               |                |               |           |           |           |  |  |       |       |       |
|  |         |                     | 1       | Tatiana Weston-Webb | 10.33 |              |                     |               |                |               |           |           |           |  |  |       |       |       |
|  | 3       | Nadia Erostarbe     | 1       | Tatiana Weston-Webb | 10.33 | 8.34         |                     |               |                |               |           |           |           |  |  |       |       |       |
|  | 3       | Nadia Erostarbe     |         |                     |       |              |                     |               |                |               |           |           |           |  |  |       |       |       |
|  | 18      | Shino Matsuda       | 5.84    |                     |       |              |                     |               |                |               |           |           |           |  |  |       |       |       |
|  | 18      | Shino Matsuda       | 5.84    |                     |       | 3            | Nadia Erostarbe     | 6.34          |                |               |           |           |           |  |  |       |       |       |
|  |         |                     |         |                     |       | 3            | Nadia Erostarbe     | 6.34          |                |               |           |           |           |  |  |       |       |       |
|  |         |                     | 1       | Tatiana Weston-Webb | 8.10  |              |                     |               |                |               |           |           |           |  |  |       |       |       |
|  | 24      | Caitlin Simmers     | 1       | Tatiana Weston-Webb | 8.10  | 1.93         |                     |               |                |               |           |           |           |  |  |       |       |       |
|  | 24      | Caitlin Simmers     |         |                     |       |              |                     |               |                |               |           |           |           |  |  |       |       |       |
|  | 1       | Tatiana Weston-Webb | 12.34   |                     |       |              |                     |               |                |               |           |           |           |  |  |       |       |       |
|  | 1       | Tatiana Weston-Webb | 12.34   |                     |       | 1            | Tatiana Weston-Webb | 13.66         |                |               |           |           |           |  |  |       |       |       |
|  |         |                     |         |                     |       |              |                     |               |                |               |           |           |           |  |  |       |       |       |
|  |         |                     | 15      | Brisa Hennessy      | 6.17  |              |                     | o III miejsce | o III miejsce  | o III miejsce |           |           |           |  |  |       |       |       |
|  | 19      | Luana Silva         | 15      | Brisa Hennessy      | 6.17  | 6.77         |                     | o III miejsce | o III miejsce  | o III miejsce |           |           |           |  |  |       |       |       |
|  | 19      | Luana Silva         |         |                     |       |              |                     |               |                |               |           |           |           |  |  |       |       |       |
|  | 6       | Tainá Hinckel       | 5.93    |                     |       |              |                     |               |                |               |           |           |           |  |  |       |       |       |
|  | 6       | Tainá Hinckel       | 5.93    |                     |       | 19           | Luana Silva         | 5.47          | 2              | Johanne Defay | 12.66     |           |           |  |  |       |       |       |
|  |         |                     |         |                     |       | 19           | Luana Silva         | 5.47          | 2              | Johanne Defay | 12.66     |           |           |  |  |       |       |       |
|  |         |                     | 15      | Brisa Hennessy      | 6.37  |              |                     | 15            | Brisa Hennessy | 4.93          |           |           |           |  |  |       |       |       |
|  | 15      | Brisa Hennessy      | 15      | Brisa Hennessy      | 6.37  | 12.34        |                     | 15            | Brisa Hennessy | 4.93          |           |           |           |  |  |       |       |       |
|  | 15      | Brisa Hennessy      |         |                     |       |              |                     |               |                |               |           |           |           |  |  |       |       |       |
|  | 8       | Yolanda Hopkins     | 9.90    |                     |       |              |                     |               |                |               |           |           |           |  |  |       |       |       |
|  | 8       | Yolanda Hopkins     | 9.90    |                     |       |              |                     |               |                |               |           |           |           |  |  |       |       |       |